# Сагуновка
Сагуно́вка (укр. Сагунівка) — село в Черкасском районе Черкасской области Украины.
Почтовый индекс — 19644. Телефонный код — 342.

## Население
Население по переписи 2001 года составляло 3327 человек.

### Языковой состав
Родной язык населения по данным переписи 2001 года:
| Язык       | Численность, чел. | Доля     |
| ---------- | ----------------- | -------- |
| Украинский | 3 267             | 98,20 %  |
| Русский    | 52                | 1,56 %   |
| Другое     | 8                 | 0,24 %   |
| Итого      | 3 327             | 100,00 % |

## Местный совет
19644, Черкасская обл., Черкасский р-н, с. Сагуновка, ул. Ленина, 77/4